# シャーレ

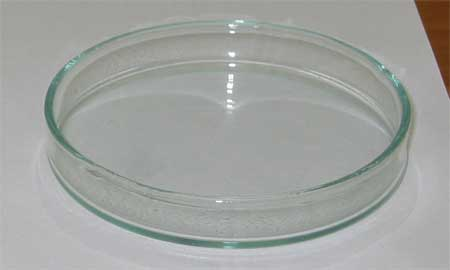
外観

シャーレ（ドイツ語: Schale）、または、ペトリ皿（英語: Petri dish、Petri plate）は、もともとは微生物の培養実験で用いられるガラス製の平皿であり、寒天培地を平板培地として使用するために考案されたものである。その後、一時的な容器として広く科学実験で使用されるようになっている。ドイツの細菌学者、ユリウス・リヒャルト・ペトリ（1852 - 1921）が発明した。
現在、小学・中学・高校の理科では「シャーレ」の用語は用いられておらず、「ペトリ皿」と呼ぶ。

## 構造

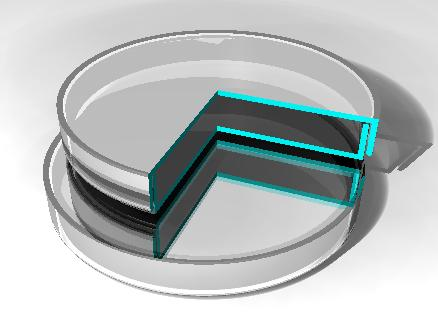
構造

シャーレは、入れ子になるようにわずかに口径の異なる、ごく浅い円筒形の容器が2枚で一組となっている。蓋はやや大きくて浅く、底側はやや小さくて深くなっている。その皿のふちは底面と平行になるように切断加工されているので、静置したときに自重で上皿と下皿とが密着し適度にシールされるようになっている。
大きさは様々であるが、現在では直径10cm程度のものがよく用いられる。高さは1cm - 2cm程度が標準的だが、数cm以上の背の高いものもあり、腰高シャーレと呼んでいる。
元来はガラス製である。微生物の培養に際しては、滅菌の必要があり、熱に強い素材が求められる。しかし、最近では、プラスチック製で、製造過程で滅菌済みのものがガラス製のものより安価で市販されている。

## 使用法
本来は、寒天培地を底皿に流し込んで薄い固形培地を作り、そこに微生物を培養するためのものであった。寒天培地を流し込む際には、滅菌操作の技法の通例で蓋を完全に開けることを避ける。蓋を片端から持ち上げ、完全にずらさず底皿の上に被せた状態で、開いた隙間から寒天培地を流し込み、すぐに蓋を閉めてゆっくりと皿を前後左右にゆらし、均等に培地を広げる。この様な操作は、外部からの微生物混入、いわゆるコンタミネーションを避けるための配慮である。一連の操作を雑菌の混入を防ぎながら、それでいて扱いやすい形状になるようにシャーレは設計されている。
微生物の培養に用いる場合、あらかじめ滅菌を行わなければならない。一般には新聞紙で2枚程度を包み込み、乾熱滅菌にかけることが多い。少数だけを処理する場合には、培地を入れたシャーレを加圧滅菌にかける場合もある。なお、上記のように滅菌済みのプラスチックシャーレが現在ではよく使われるが、これは乾熱滅菌にもオートクレーブにもかけられないので、基本的には使い捨てである。
菌類培養においては、培養時にはシャーレを逆さに置くことが良くある。これも、雑菌が培地表面に落ちることがないようにとの配慮である。また、乾燥をできるだけ防ぐ目的もある。培地が流し込まれている分、底皿は重いので、逆さに置くと自重でより密着するからである。ただし、いわゆる培養栓程の性能はないから、コンタミネーションに対する配慮が常に必要である。乾燥とコンタミネーションを防ぐために一回り大きい容器に入れて保管することも多い。
なお、シャーレは使用法などの関係で、非常に多数を同時に使用することが多く、それを使用する分野の実験室では試験管とともに数の多い容器である。そのようなことから、浅い容器として本来の目的以外に使用されることが多い。例えば高校理科の教科書でも細胞分裂の観察の際のタマネギの根を薬液に浸しておく、といった際にシャーレを用いるものとされている。

## 特殊な型の例
シャーレを用いた実験操作が広範囲で使われるようになっていることから、特殊なシャーレも作られるようになっている。
たとえばサンプル中の細菌の数と種類を検定する際は、サンプルを多段階で十分希釈した一定量の液を寒天培地で固めたシャーレ中にいれ、一定時間培養した後に発生するコロニーを観察する方法がよく用いられる。この方法は、希釈平板法と呼ばれる。各コロニーは元は1個の細菌から増殖するように適切に培地の種類と希釈度を調節しているので、コロニーの形態から菌種を推定し、希釈度から元の菌数を推定することが出来る。このような作業を簡単にするために、シャーレの底面に格子が印刷されているものもある。またコロニーを見つけやすいように蓋にレンズが仕込まれた例もある。また、北里柴三郎が発明した嫌気性菌を培養するために作られたフタと本体が一緒になった「亀の子シャーレ」というものもある。